# Infektiöse Agalaktie der Schafe und Ziegen
Die Infektiöse Agalaktie der Schafe und Ziegen ist eine durch Mykoplasmen hervorgerufene Euterentzündung bei Schafen und Ziegen. Neben dem Euter können auch Augen oder Gelenke befallen werden. Sie führt zu einem Abfall der Milchleistung und damit zu wirtschaftlichen Verlusten. Die Infektiöse Agalaktie kommt vor allem im Mittelmeerraum endemisch vor, in der Schweiz gehört sie zu den „auszurottenden Seuchen“.

## Erreger
Als Erreger der Erkrankung kommen verschiedene Mykoplasmen in Frage. Der wichtigste Vertreter ist Mycoplasma agalactiae, darüber hinaus können M. mycoides spp., M. capricolum und M. putrefaciens eine entsprechende Erkrankung auslösen.
Die Ausscheidung des Erregers erfolgt vor allem mit der Milch, aber auch über das Nachgeburts- und Augensekret. Die Übertragung geschieht hauptsächlich beim Melken, selten durch direkten Tierkontakt. Für die Ausbreitung der Erkrankung spielen vor allem symptomlos infizierte Tiere eine Rolle.

## Klinisches Bild
Die Inkubationszeit ist sehr variabel und beträgt mindestens 6 Tage. Bei laktierenden Tieren kommt es aufgrund der Euterentzündung zu einem deutlichen Rückgang der Milchleistung. Das Drüsengewebe kann sich ganz oder teilweise zurückbilden (atrophieren), die Euterlymphknoten sind meist vergrößert. 
Gelegentlich kommt es auch zu Gelenkentzündungen des Vorderfußwurzel- und Sprunggelenks. Selten tritt auch eine Bindehautentzündung mit Trübung der Hornhaut auf.